# Van Wert (Ohio)
Van Wert é uma cidade localizada no estado norte-americano de Ohio, no Condado de Van Wert.

## Demografia
Segundo o censo norte-americano de 2000, a sua população era de 10.690 habitantes.
Em 2006, foi estimada uma população de 10.442, um decréscimo de 248 (-2.3%).

## Geografia
De acordo com o United States Census Bureau tem uma área de
15,8 km², dos quais 15,3 km² cobertos por terra e 0,5 km² cobertos por água. Van Wert localiza-se a aproximadamente 237 m acima do nível do mar.

## Localidades na vizinhança
O diagrama seguinte representa as localidades num raio de 16 km ao redor de Van Wert.